# St.-Michaelis-Kirche (Eutin)

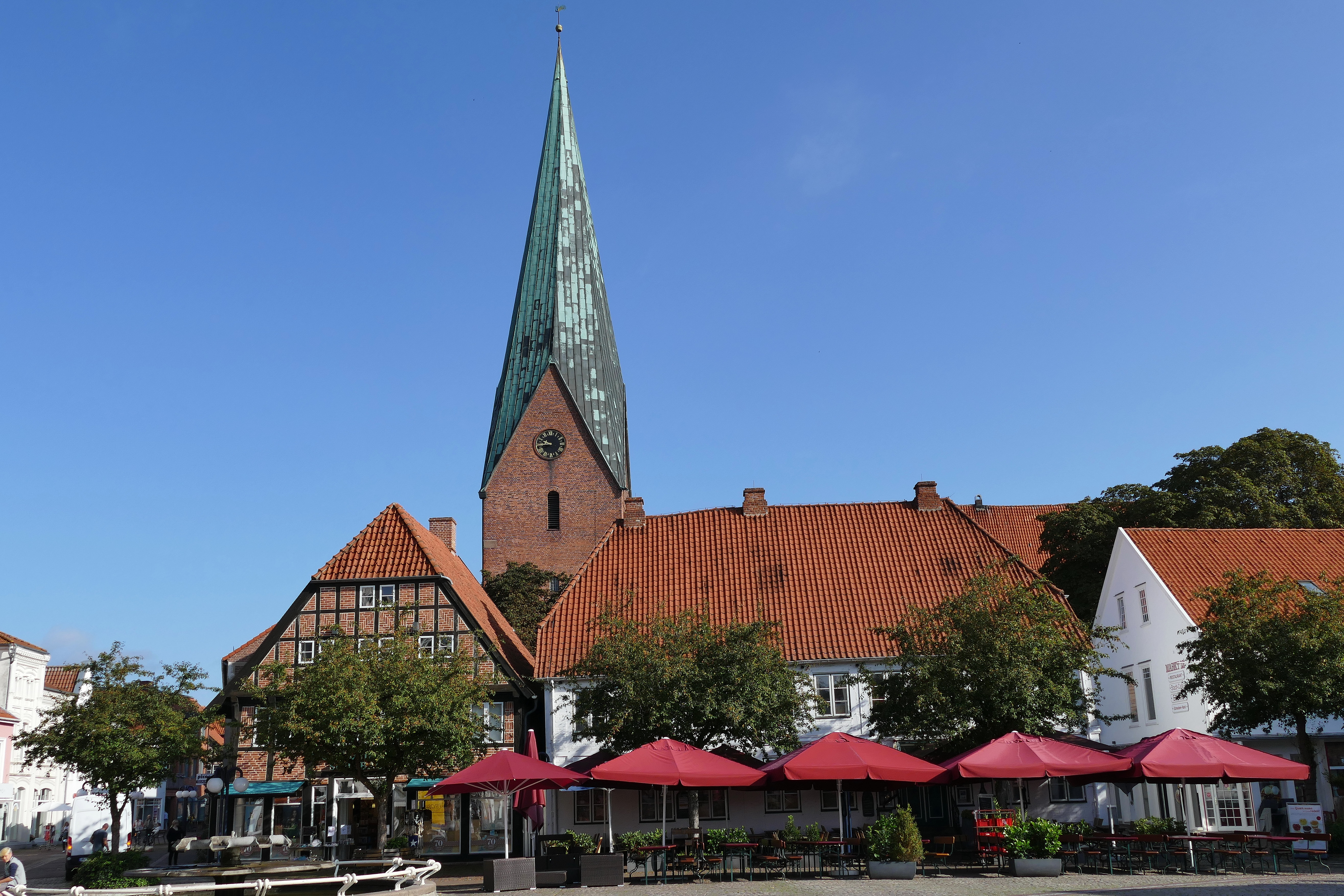
Die St.-Michaelis-Kirche

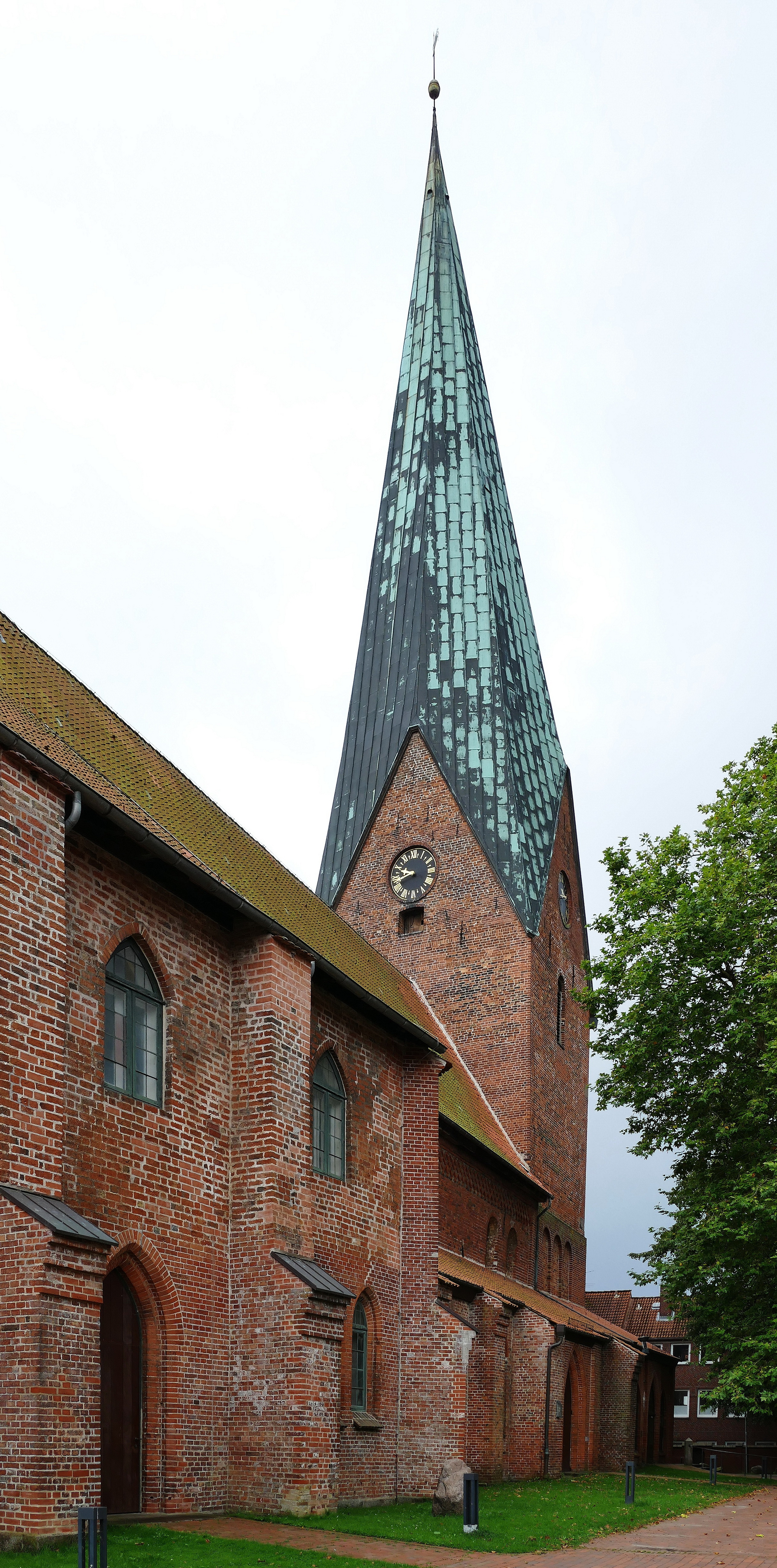
Turm der St.-Michaelis-Kirche

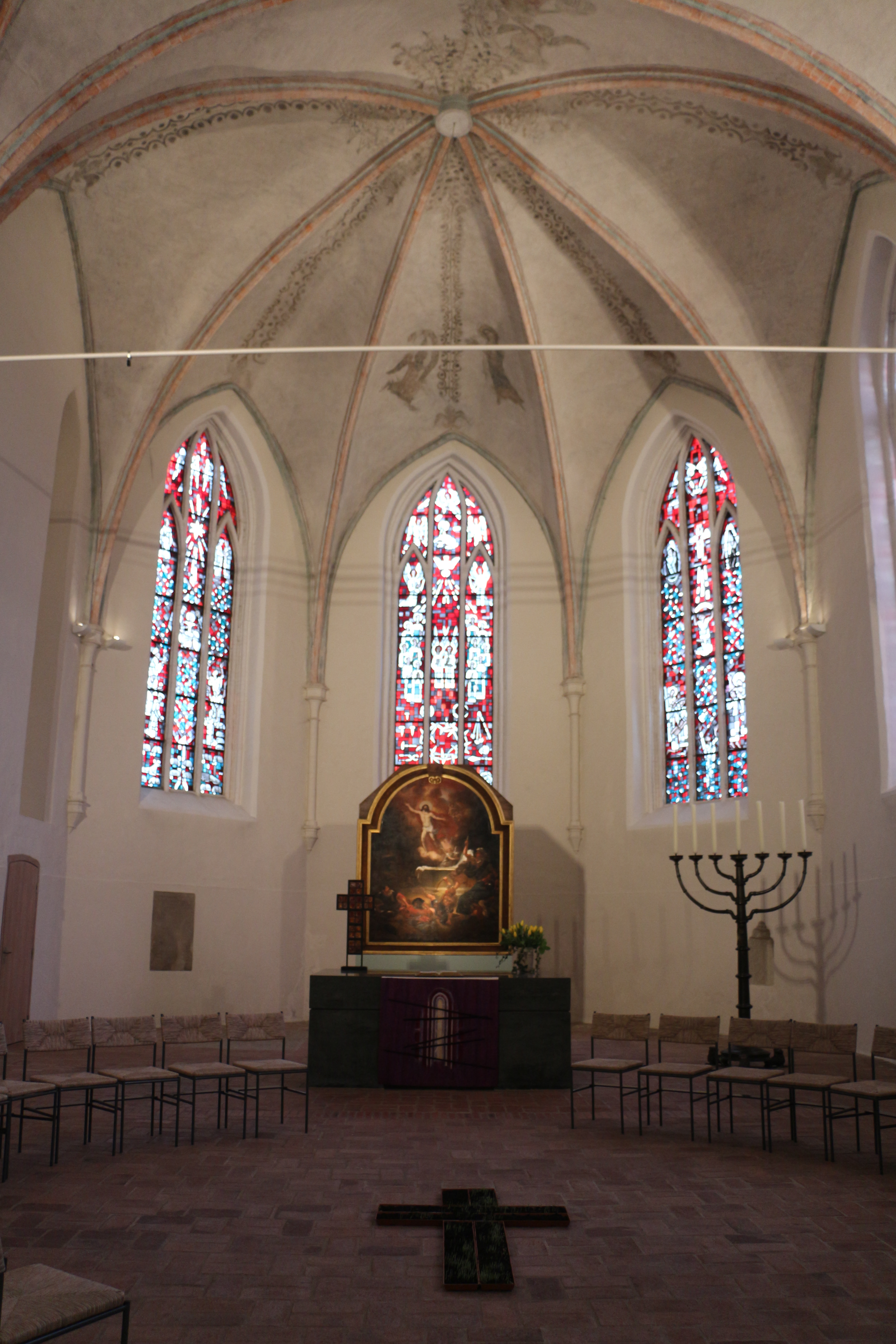
Gotischer Chorraum mit dem wiederhergestellten Cassius-Altar

Die St.-Michaelis-Kirche in Eutin (Schleswig-Holstein) wurde im 12. Jahrhundert im romanischen Stil erbaut. Seit 1309 war sie Sitz des Kollegiatstifts Eutin. Etwa um dieselbe Zeit erhielt sie einen gotischen Chor.

## Geschichte
Wann genau die Kirche erbaut wurde, lässt sich nicht sagen. Es wird vermutet, dass Bischof Gerold von Oldenburg/Lübeck zwischen 1155 und 1163 eine hölzerne Kapelle erbauen ließ. Nach Begutachtung der künstlerischen und handwerklichen Merkmale vermutet man, dass der heutige, romanische Bau frühestens 1180 begonnen haben kann und wohl erst unter Bischof Berthold (1210–1230) fertiggestellt wurde.
Durch das Aufstreben des Bürgertums im 13. Jahrhundert kam es in der benachbarten Hansestadt Lübeck zu Auseinandersetzungen zwischen den Vertretern der bürgerlichen und der geistlichen Macht. So flüchtete Lübecks Bischof Burkhard von Serkem mehrfach aus dem Lübecker Dom in seine persönliche Residenz nach Eutin und gründete dort 1309 das Kollegiatstift Eutin, das den Umbau der Michaeliskirche vom romanischen zum gotischen Stil förderte. Damit baute er demonstrativ seine Residenzstadt gegenüber seinem offiziellen Bischofssitz in der Hansestadt aus. Das Kollegiatstift Eutin gewann an Bedeutung und erhielt unter anderem Besitzungen in der Gegend zwischen Oldenburg in Holstein und Heiligenhafen.
Das Kollegiatstift Eutin, das Teil des Hochstifts Lübeck war, wurde infolge des Reichsdeputationshauptschlusses 1803 säkularisiert – seine Besitzungen wurden ab 1804 durch das neu gebildete Amt Kollegiatstift im Fürstentum Lübeck verwaltet. Die St.-Michaeliskirche war bis 1977 Bischofskirche der Evangelisch-Lutherischen Landeskirche Eutin. Letzter Bischof dieser Landeskirche war Wilhelm Kieckbusch.

## Bau und Ausstattung
Die Kirche ist ein Bauwerk der Romanik. Sie war ursprünglich in Form einer 40 m langen Basilika erbaut und zeichnet sich so als bischöfliche Stiftskirche aus. Die Michaeliskirche war der größte Kirchenbau in der näheren Umgebung.
Ab 1309 wurden Chor und Apsis durch den heute noch existenten gotischen Chor ersetzt und mit einer Ausmalung versehen.
Zur bis heute erhaltenen Ausstattung gehören ein 1322 gestifteter Marienleuchter mit spätgotischen Figur der Mondsichelmadonna, einen siebenarmigen Bronzeleuchter von 1444, ein Triumphkreuz, dessen Corpus aus dem späten 15. Jahrhundert stammt, eine Bronzetaufe von 1511 und das Sandsteinepitaph Berner († 1567) sowie die Holzepitaphe Sehestedt († 1572) und Jakob Brüggemann († 1600).
1653 wurde die Kanzel von Klaus Lille gebaut.
Christian Cassius, fürstbischöflicher Kanzleidirektor und Dekan des Kollegiatstifts, stiftete 1667 den später nach ihm benannten Cassius-Altar mit von Jürgen Ovens gemalten Bildern des Abendmahls (Predella) und der Auferstehung Christi. Der nur in Teilen erhaltene Altar befand sich lange im Ostholstein-Museum Eutin. Seit der Neugestaltung des Altarraums 2007 sind beide Gemälde wieder in der Michaeliskirche aufgestellt.
Das neugotische Altarretabel, dem der Cassius-Altar bei der Umgestaltung der Kirche 1878 weichen musste, wurde 1960 abgebaut. Das Gehäuse des Eutiner Hoftischlers Schönfeldt steht in der Sakristei. Die Figuren sind verschollen. 
Die Fenster im Chor gestaltete Siegfried Assmann 1960.

### Glocke
Die Glocke der St.-Michaelis-Kirche wurde 1594 gegossen. Nach dem Zweiten Weltkrieg befand sie sich auf dem Hamburger Glockenfriedhof, von dem sie 1953 in ihre Heimat überführt wurde. Im Jahre 1962 wurde die Glocke über dem First des Kirchenschiffes eingesetzt und fungierte dort als Uhrschlagglocke. Erst 1982 setzte man sie mit Unterstützung des Bundes der Vertriebenen und der Bauinnung Eutin samt Klöppel, Glockenstuhl und Joch in den Turmraum ein, wo sie sich bis heute befindet.

### Orgel

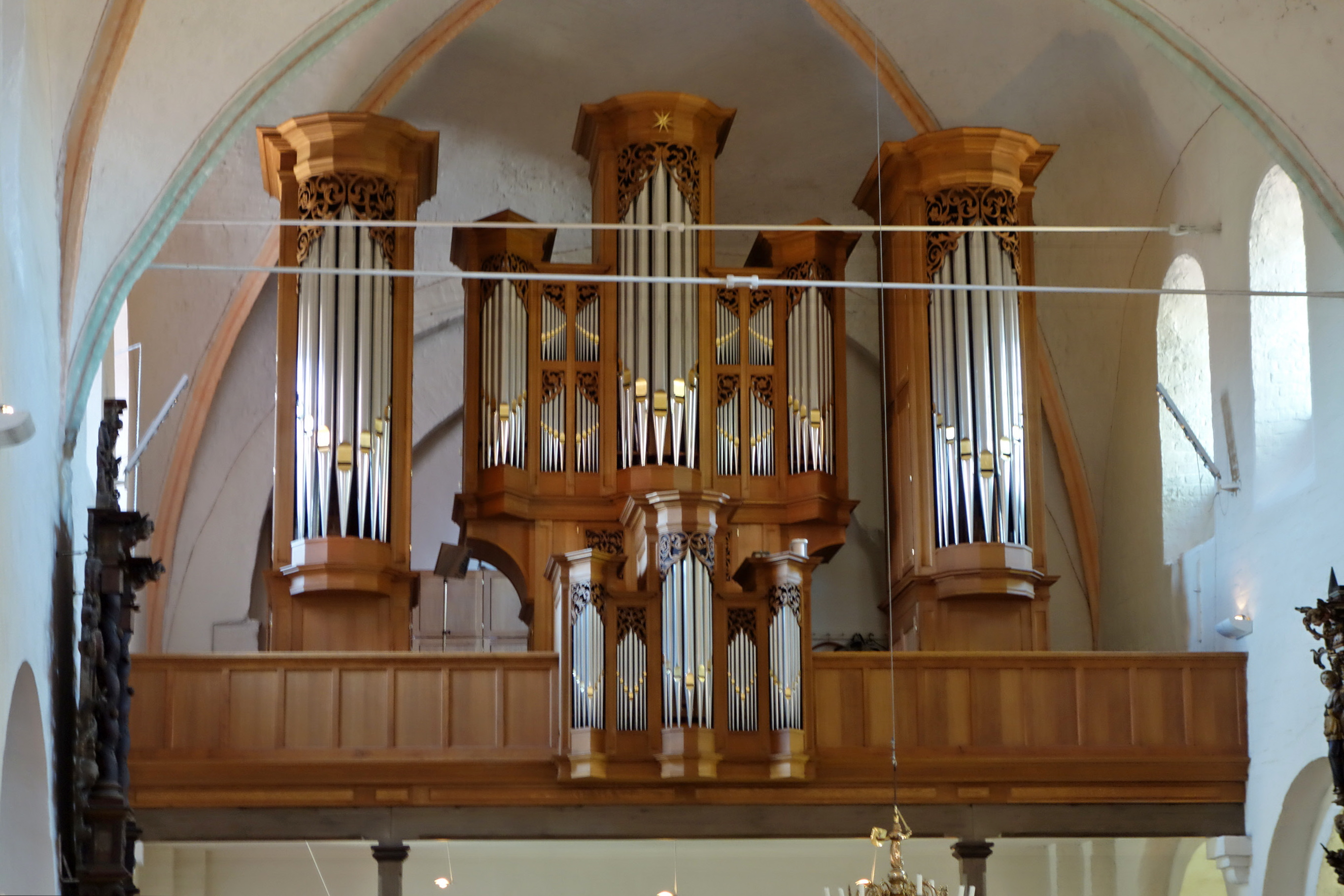
Metzler-Orgel von 1987

Die Orgel wurde 1987 von der Orgelbaufirma Metzler (Dietikon, Schweiz) erbaut. Das Schleifladen-Instrument hat 35 Register auf drei Manualen und Pedal. Die Spiel- und Registertrakturen sind mechanisch.
| I Rückpositiv C–g3 |                 |       |
| 1.                 | Rohrflöte       | 8′    |
| 2.                 | Quintade        | 8′    |
| 3.                 | Principal       | 4′    |
| 4.                 | Gedacktflöte    | 4′    |
| 5.                 | Oktave          | 2′    |
| 6.                 | Sesquialtera II |       |
| 7.                 | Larigot         | 1 ⁄3′ |
| 8.                 | Scharff III     | 1′    |
| 9.                 | Dulcian         | 8′    |
|                    | Tremulant       |       |

| II Hauptwerk C–g3 |             |       |
| 10.               | Bourdon     | 16′   |
| 11.               | Principal   | 8′    |
| 12.               | Gamba       | 8′    |
| 13.               | Hohlflöte   | 8′    |
| 14.               | Oktave      | 4′    |
| 15.               | Spitzflöte  | 4′    |
| 16.               | Quinte      | 2 ⁄3′ |
| 17.               | Superoctave | 2′    |
| 18.               | Cornet V    | 8′    |
| 19.               | Mixtur IV   | 1 ⁄3′ |
| 20.               | Trompete    | 8′    |
|                   | Zimbelstern |       |

| III Brustwerk C–g3 |            |       |
| 21.                | Gedackt    | 8′    |
| 22.                | Rohrflöte  | 4′    |
| 23.                | Waldflöte  | 2′    |
| 24.                | Nasard     | 2 ⁄3′ |
| 25.                | Terz       | 1 ⁄3′ |
| 26.                | Principal  | 1′    |
| 27.                | Vox humana | 8′    |
|                    | Tremulant  |       |

| Pedal C–f1 |               |       |
| 28.        | Subbass       | 16′   |
| 29.        | Prinzipalbass | 8′    |
| 30.        | Bourdon       | 8′    |
| 31.        | Oktave        | 4′    |
| 32.        | Mixtur IV     | 2 ⁄3′ |
| 33.        | Posaune       | 16′   |
| 34.        | Trompete      | 8′    |
| 35.        | Clairon       | 4′    |

- Koppeln: I/II, I/P, II/P

## Persönlichkeiten

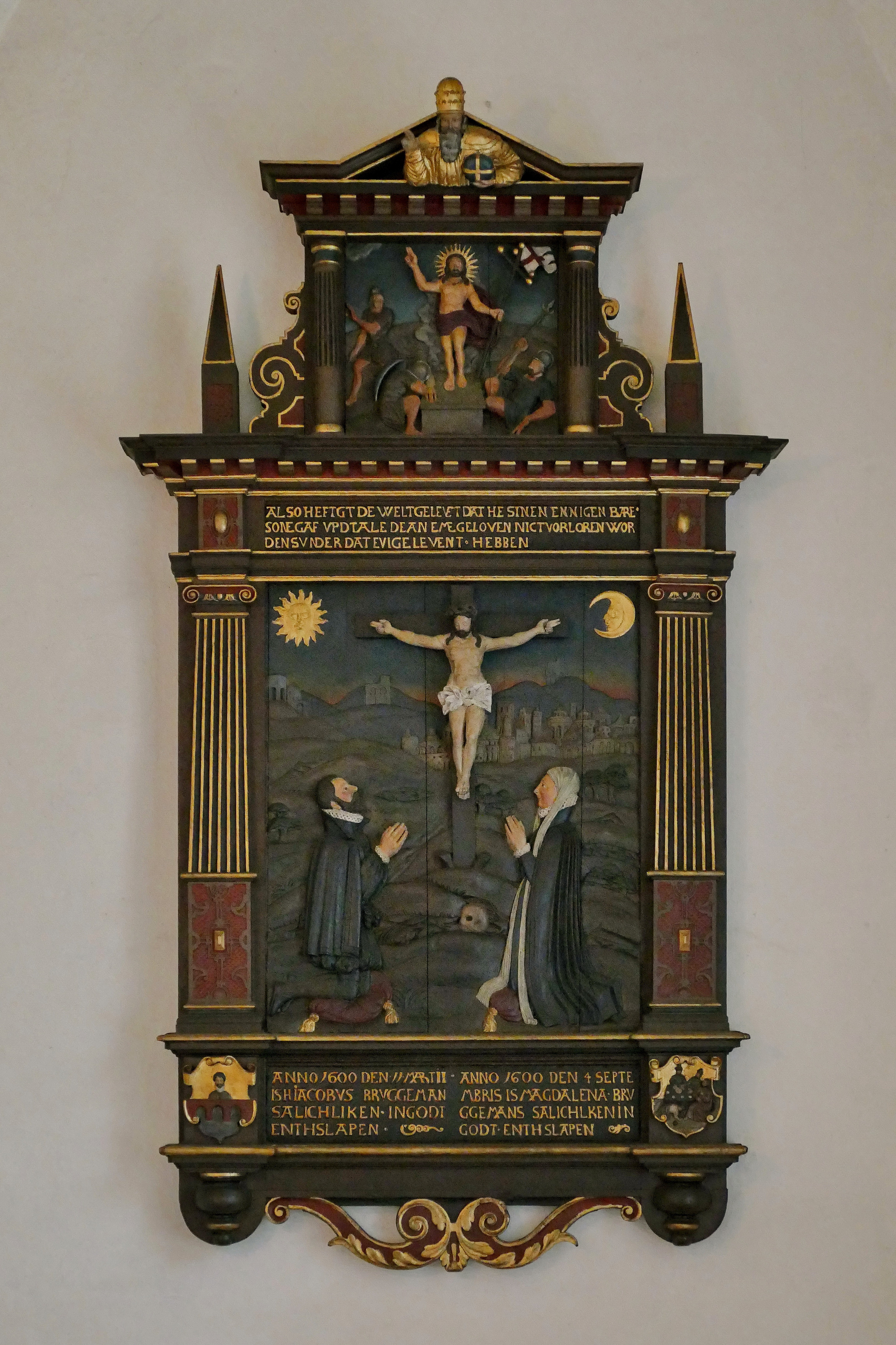
Brüggemann-Epitaph

### Leitende Geistliche
- Paulus Severini, Reformator Eutins, Pastor 1535–1569
- Paul Junge, Pastor 1569–1585[5]
- Nicolaus Jäger, Pastor 1585–1612[6]
- Samuel Praetorius, Pastor 1633–1666, Chronist
- Daniel Janus, Superintendent 1644–1654[7]
- Christian von Stökken, Superintendent 1666–1678
- Johann Wilhelm Petersen, Superintendent 1678–1688
- Christian Specht, Superintendent 1689–1692
- Johann Daniel Bütemeister, Superintendent 1693–1709
- David Ebersbach, Superintendent 1709–1726
- Joachim Küsterbeck, Superintendent 1726–1729
- Hinrich Balemann, Superintendent 1734–1761
- Melchior Heinrich Wolff, Superintendent 1772–1786
- Jacob Leonhard Vogel, Superintendent 1788–1798
- Johann Christoph Friedrich Götschel, Superintendent 1799–1812
- Johann Rudolph Christiani, Superintendent 1813–1814
- Detlev Olshausen, Superintendent 1815–1823
- Albrecht Heinrich Matthias Kochen, Superintendent 1824–1839

(Vakanz)
- Nicolaus Nielsen Superintendent 1850–1853
- Anton Friedrich Christoph Wallroth, Superintendent 1853–1876
- Justus Ruperti, Superintendent 1876–1891
- Theodor Valentiner, Superintendent 1891–1909
- Paul Rahtgens, Superintendent 1910–1920, Landespropst 1920–1929
- Wilhelm Kieckbusch, Landespropst 1930–1961, Bischof 1961–1977

### Weitere Pastoren
- Gustav Pfeiffer (1768–1831), Diaconus ab 1802, Kompastor 1809, Hauptpastor 1815–1831
- Friedrich Encke (1782–1852), 1816 Prediger und ab 1833 Hauptpastor

### Kirchenmusiker
- Carl Stiehl, Organist 1858–1877
- Hermann Klose, Stadt- und Schlossorganist 1884–1886
- Andreas Hofmeier, Stadt- und Schlossorganist 1900–
- Martin West, Kirchenmusiker 1983–2016